# 四碘乙烯
四碘乙烯（TIE）是一种有机化合物，化学式为C
2I
4，它是乙烯的氢原子全部被碘取代的化合物。它是黄色晶体，可溶于苯和氯仿，难溶于水。
它可由碳化钙和碘反应制得。
CaC
2 + 3I
2  →  C
2I
4 + CaI
2
它和硝酸反应，可以得到1,1-二硝基-2,2-二碘乙烯。